# آرتشين
آرتشين هو بروتين يوجد على الكروموسوم 11، كما يعرف باسم ARCH1، وله دور في الخلايا حقيقية النواة.

## وصلات خارجية
- Archain في المكتبة الوطنية الأمريكية للطب نظام فهرسة المواضيع الطبية (MeSH).